# Kovács Levente (rendező)
Kovács Levente (Marosvásárhely, 1940. július 27. –) színházi rendező, rendező- és színészpedagógus, egyetemi tanár. Éveken át a Marosvásárhelyi Művészeti Egyetem magyar tagozatának dékánja, tanszékvezetője. Igazgatója volt a Marosvásárhelyi Nemzeti Színház Tompa Miklós Társulatának, az Apollo 4 Zsebszínháznak, a Thália Laboratóriumnak, művészeti vezetője a Marosvásárhelyi Egyetemi Központ sokszorosan díjazott színjátszókörének, főrendezője a Nagyváradi Állami Színház Szigligeti Társulatának.

## Életútja
Elemi és középiskolai tanulmányait szülővárosában végezte 1956-ig, majd – 16 éves korától – a Bolyai Tudományegyetemen tanult tovább. Itt 1961-ben szerzett bölcsészdiplomát, az akkorra már a "Babeș–Bolyai" nevet viselő intézmény magyar nyelv és irodalom szakán. Már egyetemi hallgató korában bekapcsolódott a főiskolai színjátszásba.
Egyetemi tanulmányai végeztével Marosvásárhelyre, a Bolyai Farkas Líceumba tért vissza tanítani, ahol elvállalta az iskolai színjátszás művészeti irányítását és szervezését is (1961–63). Középiskolai tanárként tevékeny szerepet játszott a marosvásárhelyi iskolai színpad mintaszerű megszervezésében: avantgárd játékaikkal a fiatalok megelőzték a hivatásos színjátszást is.
Tevékenységére hamar felfigyelt a Szentgyörgyi István Színművészeti Intézet vezetése is (elsősorban Tompa Miklós), 1963-ban pedig meghívták tanítani. Azóta – 2010-es nyugdíjazásáig – folyamatosan az intézmény kötelékében oktatott. A főiskolán olyan nagy nevű színházi alkotók mellett dolgozhatott, mint Tompa Miklós, Kovács György vagy Harag György, akiket legfontosabb mesterei között tart számon. 1963-tól gyakornokként, 1978-tól lektorként (adjunktusként), 1990-től előadótanárként dolgozott az intézetben. Már egészen fiatal oktatóként is a legígéretesebb rendező-tanárok egyikének tartották. Új csoportszellemet kialakítva mutatta be diákjaival Sütő András Káin és Ábel című drámáját, ezzel szereztek díjat a sepsiszentgyörgyi II. Nemzetiségi Színházi Kollokviumon (1980).
Időközben (1982 és 1984 között) elvégezte a posztgraduális kurzust a bukaresti Film- és Színművészeti Főiskolán, és rendezői diplomát is szerzett.
1969–1975 között a Thália Laboratórium nevű kísérleti műhelyt vezette. 1963-tól 1988-ig irányította a marosvásárhelyi Egyetemi Központ sokszorosan díjazott színjátszó körét, közben részt vett a Székelyudvarhelyi Népszínház megalapításában, és az Apollo 4 Zsebszínházat is irányította 1977-ben. Az intézet Stúdiószínpadán végzett rendezőtanári tevékenységével párhuzamosan rendezéseket is vállalt a marosvásárhelyi Nemzeti Színházban és más erdélyi magyar társulatoknál (főként Kolozsváron, Nagyváradon és Szatmárnémetiben). Főszerkesztője volt a Thália című diáklapnak (1969 és 1974 között), színházi tárgyú cikkeit pedig a Vörös Zászlóban közölte rendszeresen.
Az 1989-es fordulat után viszonylag jóval többet tudott tenni a romániai a magyar színjátszás fellendítéséért, a rendező- és színművész utánpótlás neveléséért.
1993-tól kezdődően mintegy másfél évtizeden át volt dékánja a Marosvásárhelyi Művészeti Egyetem magyar tagozatának, 2000-ig az egyetem legfontosabb magyar vezetőjeként (Florian Călin rektor idején). A rendszerváltozás utáni évektől a közelmúltban történt visszavonulásáig főrendezője volt a nagyváradi Szigligeti Társulatnak, rövid időre elvállalta a Marosvásárhelyi Nemzeti Színház művészeti igazgatását is, melyről azonban súlyos szívbetegsége folytán pár áv után lemondani kényszerült (ezt követően mondott le dékáni tisztéről is). Nyugdíjba vonulásáig az egyetem professzoraként és tanszékvezetőjeként dolgozott tovább. Tagja volt a Művészeti Egyetem szenátusának. Rendező- és színészpedagógiai munkája mellett máig vezet doktori programokat a Marosvásárhelyi Művészeti Egyetem doktori iskolájának keretében.
2010-ben, a hatályos tanügyi törvények értelmében, 47 évnyi oktatómunka után nyugdíjba vonult, rendezőként azonban továbbra is aktív maradt. Munkásságát az egyetem legmagasabb kitüntetésével, az Egyetem Érmével jutalmazták. Keze alól színészek és rendezők egész generációi kerültek a romániai és magyarországi színházi pályára.

Nős, egy gyermeke és egy unokája van. Felesége, Killár Kovács Katalin szintén a Marosvásárhelyi Művészeti Egyetem professzora, fia, Ifj. Kovács Levente a Nagyváradi Állami Színház Szigligeti Társulatának színésze.

## Rendezői munkássága
Kovács Levente, noha a legnagyobb erdélyi realista mesterektől tanult, elsősorban az avantgárd, a brechti és a kortárs amerikai (Off-Off-Broadway) kísérleti mozgalmak elemeit is felhasználó sajátos színpadi nyelve révén vált általánosan elismertté. Magát a 68-as eszmeáramlat követőjének vallja. Legfontosabb rendezései a rendszerváltozás előtt születtek – amikor ezek merész, kísérletező hangvétele, az akkor szinte kötelezőnek számító realista paradigmával való szembehelyezkedése és sajátos, erős csapatépítésre alapozó munkamódszere merőben újszerű hangot jelentett Erdély színpadain. Mindenekelőtt a hetvenes-nyolcvanas években rendezett, paradigmatikus jelentőségű Brecht-rendezései miatt tartja számon a színháztörténet, de munkássága mérföldkövei közé tartozik még a Káin és Ábel, a Nóra, a Jó estét nyár, jó estét szerelem és az Üvegcipő nagy sikerű színrevitele. Nagy visszhangot váltott ki 1980-as kolozsvári I. Erzsébete is, mely nem pusztán a Café la Mama híres sikerdarabjának romániai magyar ősbemutatóját jelentette (korábban Liviu Ciulei rendezte meg, románul), de egészen újszerű hangot is képviselt Kolozsvár színpadán.

## Rendezései (válogatás)

### AStúdió Színháznál
- Schnitzler: Körtánc (2010)

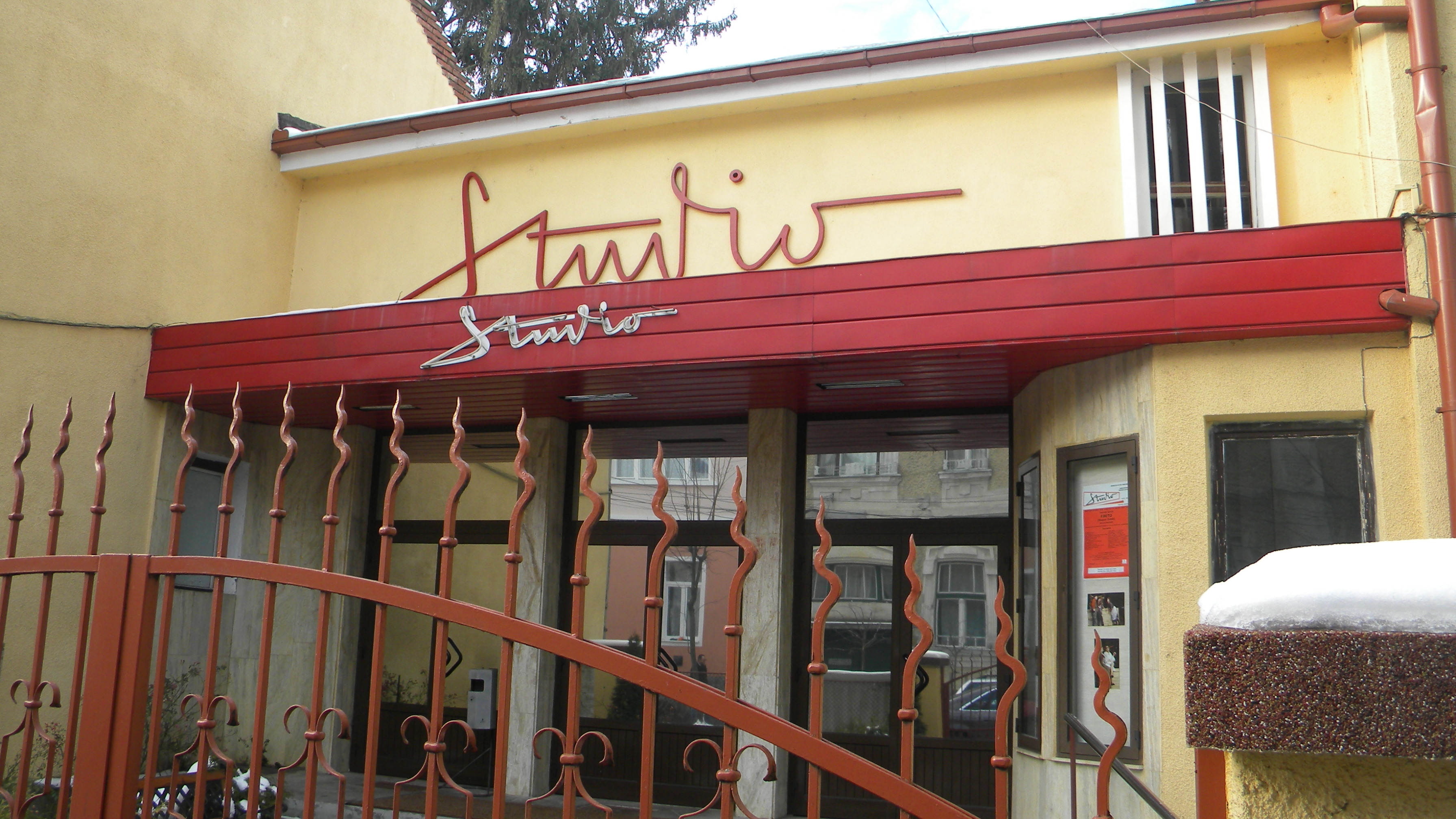
A Stúdió Színház bejárata Marosvásárhelyen, a Köteles utcában

- Békeffi: Egy asszonygyilkos vallomása (2010)
- Carlo Goldoni: Mirandolina (2003)
- Velma Kelly – Kander-Ebb-Fosse: Chicago (2002)
- John Kander-Fred Ebb-Joe Masteroff: Cabaret (2000)
- Ibsen: Nóra (1989)
- Pirandello: Az ember, az állat és az erény (1987)
- Molnár Ferenc: Az üvegcipő (1986)
- Paul Foster: I. Erzsébet (1985)
- Turgenyev: Egy hónap falun (1984)
- Szomory Dezső: Györgyike, drága gyermek (1983)
- Füst Milán: Boldogtalanok (1983)
- Bajor Andor: Szürke délután (1981)
- Fejes Endre-Presser Gábor: Jó estét nyár, jó estét szerelem! (1980)
- Brecht: Dobszó az éjszakában (1980)

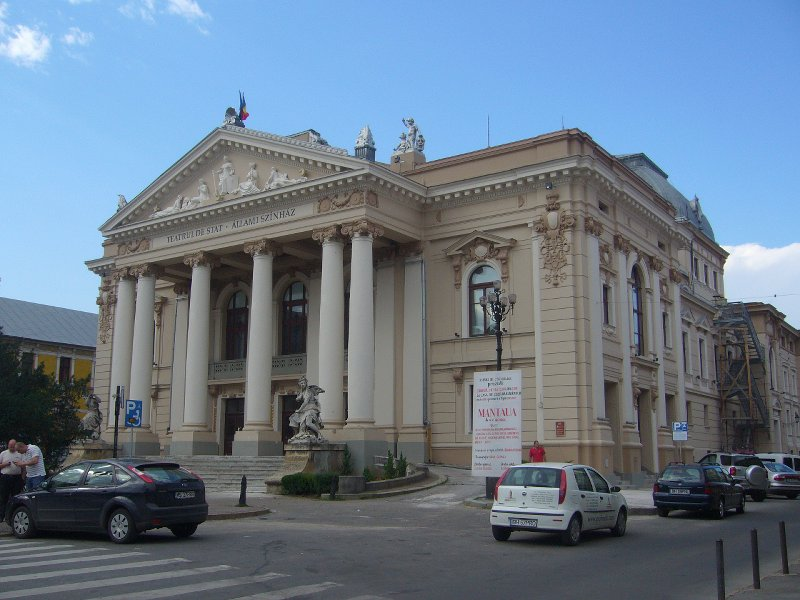
A Szigligeti Társulatnak otthont adó Nagyváradi Állami Színház épülete

- Brecht: Kurázsi mama (1977)
- Brecht: Egy fő, az egy fő (1976)
- Jean Anouilh: Médeia (1975)
- Euripidész: Elektra (1975)
- Shakespeare: Falstaff (1973)
- Makszim Gorkij: Az utolsók (1965)

### ANagyváradi Állami SzínházSzigligeti Társulatánál
- Patrick Marber: Kísértés
- Molnár Ferenc: Az üvegcipő
- Paul Foster: I. Erzsébet
- Jean Genet: A cselédek
- Jean Genet: Nő, hússzor
- Alan Alexander Milne: Micimackó
- Arthur Miller: A salemi boszorkányok
- Szabó Magda: Régimódi történet
- Szigligeti Ede: Fenn az ernyő, nincsen kas
- Thornton Wilder: A mi kis városunk
- Tomcsa Sándor: Műtét
- Aldo Nicolaj: Kétes erények
- Kornis Mihály: Körmagyar
- Sütő András: Káin és Ábel

### AMarosvásárhelyi Nemzeti SzínházTompa Miklós Társulatánál
- Szomory Dezső: Györgyike, drága gyermek (2004)
- Nem bánok semmit sem (Mende Gaby előadóestje – 2002)
- Josep Maria Benet i Jornet: Színésznők (2001)

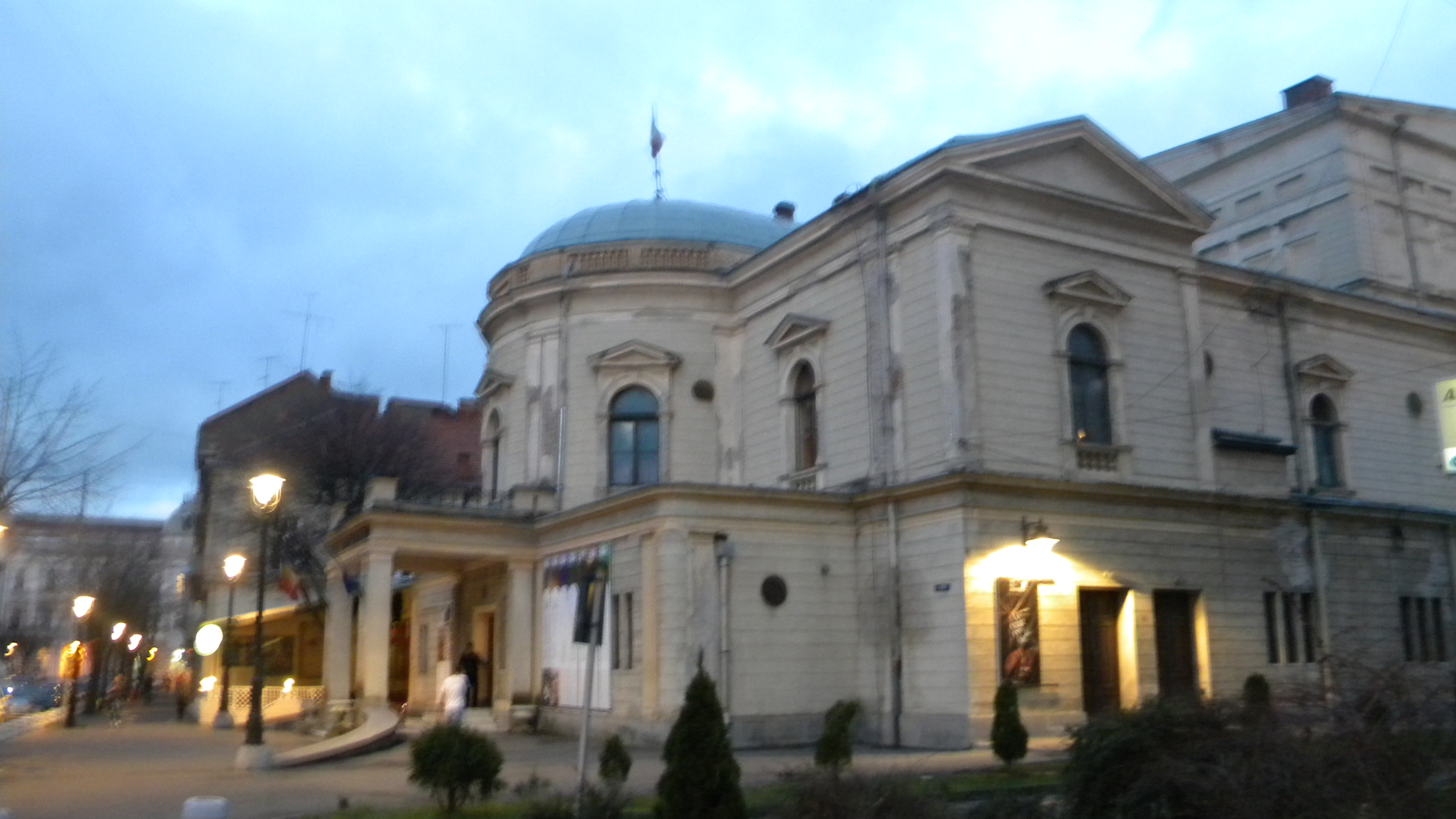
A Szatmárnémeti Északi Színház

- Mi lesz holnap? (1999)
- Szép Ernő: Lila ákác (1983)

### ASzatmárnémeti Északi SzínházHarag György Társulatánál
- Németh László: Iszony (1991)
- Vaszary-Fornwald-Szenes: Bubus (1991)
- Sütő András: Egy lócsiszár virágvasárnapja (1990)
- Csehov: Platonov szerelmei (1989)
- Sorbul: Vérvörös szenvedély (1988)
- Heltai Jenő: Tündérlaki lányok (1986)
- Hyppolit a lakáj (1988)
- Emberek vagyunk (1985)
- Ylirousi Tauno: Börtönkarrier (1980)

### AKolozsvári Állami Magyar Színháznál

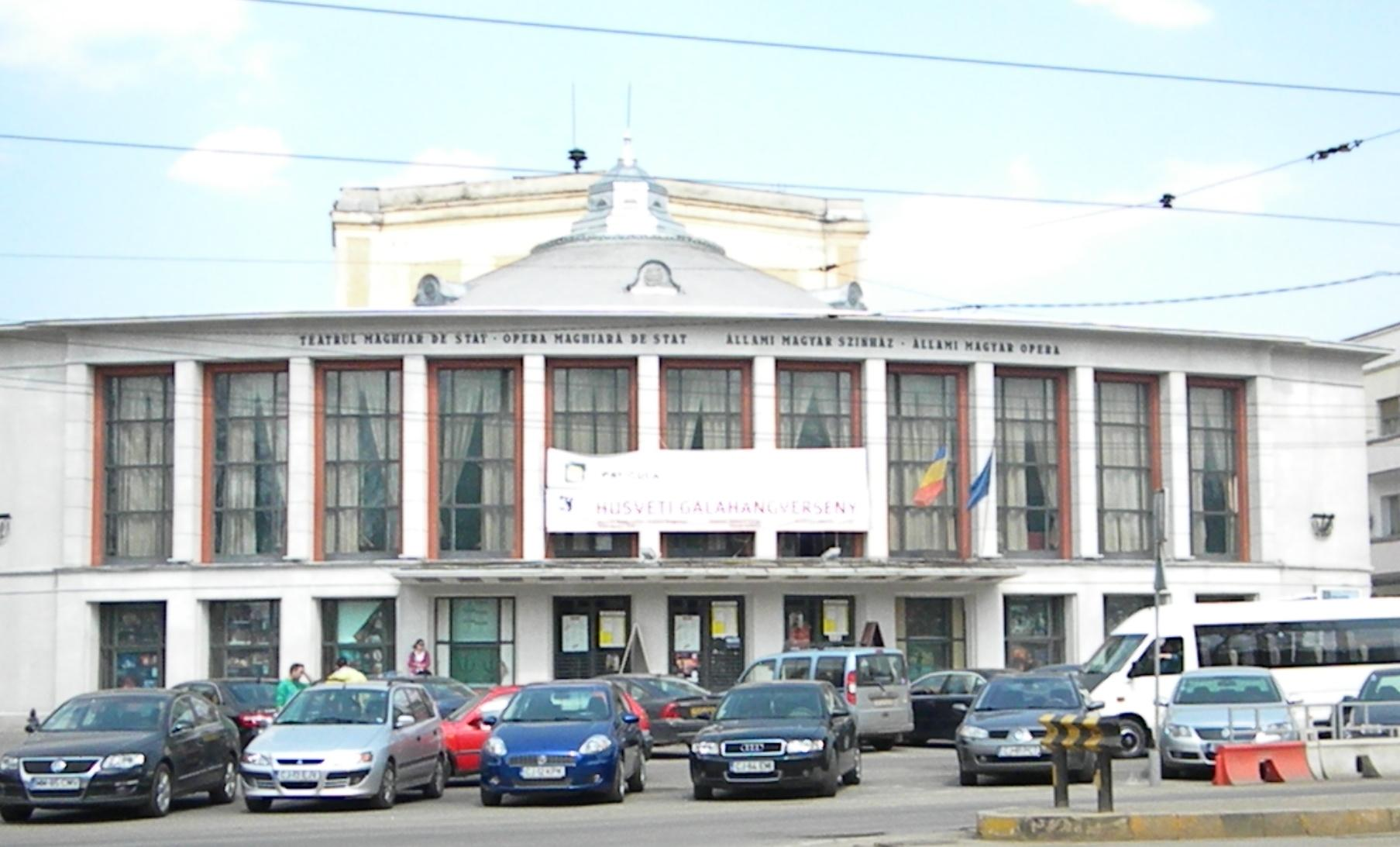
A Kolozsvári Állami Magyar Színház

- Paul Foster: I. Erzsébet (1980)

### AFigura Stúdió Színháznál(Gyergyószentmiklós)
- "...Nem bírtok játszani rajtam" (2000)

## Filmek
- Huszár Sándor: Imola mosolya (1977)
- Bethlen Gábor-emlékfilm (1980).

## Kötetei
- A Szentgyörgyi István Színművészeti Intézet történetei (társszerző) – UArtPress, Marosvásárhely, 2011
- A Marosvásárhelyi Székely Színház története. 1946-1962; Mentor, Marosvásárhely, 2001
- Madách & Harag Marosvásárhelyen.[2] Az előadás létrejöttének krónikája, művészi célkitűzéseinek, színpadi megvalósításainak, eredményeinek és visszhangjának elemzése; Mentor, Marosvásárhely, 2003
- Időutazás. Történetek a hatvanas évekből; Lector, Marosvásárhely, 2013

## Díjak, elismerések
- Aranyalma díj (2005)[3]
- Marosvásárhely díszpolgára (2008)[4]
- A Marosvásárhelyi Művészeti Egyetem Érme
- A Magyar Érdemrend tisztikeresztje (2013)